# Province de Hidaka
Pour les articles homonymes, voir Hidaka.
Hidaka (日高国, ひだかのくに, Hidaka-no kuni) est une ancienne province du Japon située sur l'île de Hokkaidō. Cette province correspond à l'actuelle sous-préfecture de Hidaka.

## Histoire
- 15 août 1869 : la province d'Hidaka est créée.
- 1872 : la population de la province est évaluée à 6 574 habitants.
- 1882 : la préfecture de Hokkaidō est mise en place, les provinces sont délaissées.

## Districts
- Saru (沙流郡?)
- Niikappu (新冠郡?)
- Shizunai (静内郡?)
- Mitsuishi (三石郡?)
- Urakawa (浦河郡?)
- Samani (様似郡?)
- Horoizumi (幌泉郡?)